# Hjalmar Schacht
 Der er for få eller ingen kildehenvisninger i denne artikel, hvilket er et problem. Du kan hjælpe ved at angive troværdige kilder til de påstande, som fremføres i artiklen.

Hjalmar Horace Greeley Schacht (født 22. januar 1877 i Tinglev, død 3. juni 1970) var en tysk økonom, bankier og politiker. Han var chef for den tyske rigsbank i Weimarrepublikken, hvor han rettede op på økonomien efter inflationen i 1923.
Efter Hitlers magtovertagelse i 1933 blev han igen rigsbankchef og senere økonomiminister, indtil han blev fyret i 1939 pga. uenigheder med Hitler. I disse år udtænkte han hvordan Nazityskland kunne optage hemmelige lån for at finansiere militariseringen før 2. verdenskrig, selv om Tyskland ifølge Versaillestraktaten ikke måtte opruste. På grund af nøglerollen blev han tiltalt ved Nürnbergdomstolen, men frikendt.
Politisk deltog han i grundlæggelsen af det liberale Deutsche Demokratische Partei i 1918, som han tilhørte indtil 1926. Han var medlem af nazistpartiet i 1937-43.
Han betonede senere at han ikke var nazist, men motiveret af ønsket om at genoprette Tysklands muligheder og rolle i verden. Han kritiserede chikanen mod jøderne i 1935. I 1937 trådte han tilbage som minister. Schacht var tiltagende uenig med Hitler og Görings uhæmmede statsunderskud. Han hævdede senere at han ikke havde kendt til Hitlers krigsplaner. Efter krystalnatten i november 1938 udtrykte han sin uenighed med angrebene på jøder. Hitler fyrede ham som rigsbankchef den 20. januar 1939. Schacht var derefter minister uden portefølje frem til 1943 uden at deltage i regeringsarbejdet. Han havde forbindelser til modstandsbevægelsen. Efter attentatet mod Hitler 20. juli 1944 blev Schacht interneret i koncentrationslejr indtil afslutningen af krigen.

## Slægt
Han blev født i Tinglev i Sønderjylland (som var tysk 1862-1920), som søn af den slesvigske forretningsmand William Leonhard Ludwig Maximillian Schacht og den danske baronesse Constanze Justine Sophie von Eggers. Ifølge Schachts udsagn ved Nürnbergdomstolen var begge hans forældre danske statsborgere. De udvandrede i nogle år til USA efter 1864, da Slesvig og Holsten blev erobret af Preussen. Farfaderen var født i Büsum i Holsten, studerede medicin i København og praktiserede i Frederiksstad i Slesvig.
Hjalmar Schachts forældre havde oprindelig villet døbe ham Horace Greeley Schacht, til ære for den amerikanske journalist Horace Greeley, men mormoderen ønskede, at drengen også skulle have et dansk navn.

## Virke før 1933
Schacht studerede medicin, filologi og statsvidenskab, før han tog doktorgraden i økonomi i 1899. Under en forretningsrejse i 1905 med bestyrelsesmedlemmer i Dresdner Bank, mødte han den amerikanske bankier J.P. Morgan.
I 1916 blev han en af direktørene i Rigsbanken. Han var i 1918 blandt grundlæggerne af det liberale Deutsche Demokratische Partei, som han var medlem af frem til 1926. Hans kritik af beslaglæggelsen af de tyske fyrstehuses ejendom førte til, at han meldte sig ud af partiet.
I 1923 blev han udnævnt til valutakommissær og senere samme år præsident for Rigsbanken. Hans indsats sørgede for at reducere inflationen og stabilisere den tyske mark.
Han gik af som rigsbankpræsident i 1930. I november 1932 underskrev han sammen med prominente finans- og næringslivsledere en henvendelse til præsident Hindenburg om at udnævne Adolf Hitler til ny rigskansler, hvad der skete to måneder senere. Hitler udnævnte til gengæld Schacht til rigsbankschef kort efter magtovertagelsen.

## Minister og rigsbankchef under Hitler
Schacht var fra 1934 til 1937 økonomiminister i Det tredje Rige og 1933-1939 direktør for Det tredje Riges Reichsbank. I 1933 fik han den lyse idé at hjemkøbe tyske obligationer fra USA, efter at være kommet med udtalelser, der kunne tolkes, som om Tyskland ikke kunne eller ville indløse dem. Obligationerne faldt derfor drastisk i kurs, og tyske eksportører med tilgang til amerikansk valuta kunne købe dem til spotpris. Aftalen resulterede i, at renten på den tyske gæld blev sænket. Det resultat kunne Tyskland muligvis også have opnået gennem regulære forhandlinger. Affæren er nævnt som medvirkende årsag til, at USA gik med i anden verdenskrig. 
Schacht holdt i 1935 en tale i Königsberg, hvor han strengt fordømte "ulovlige" aktioner rettet mod jøder, tolket som et direkte svar på Julius Streichers første offentlige tale i Berlin den foregående uge. Schacht gik skarpt ud mod "folk, der om natten heroisk tilgriser vinduer, og kalder de handlende i jødiske butikker for landsforrædere". Schacht indskærpede, at regeringen alene skulle stå for alle tiltag rettet mod jøder, uden indblanding fra enkeltindivider. Han præciserede, at han kun var interesseret i, at jøder som forretningsfolk var trygge, og at han støttede regeringens program mod jøder i politikken og jøder i kulturlivet.
Schacht fik ansvaret for at sikre beskæftigelse og oprustning til trods for begrænsede offentlige midler. Det blev gjort ved hjælp af en udstrakt lånevirksomhed og tvungen arbejdstjeneste for arbejdsløse særlig gennem realiseringen af den store motorvejudbygning. Nazisternes krise- og beskæftigelsespolitik var keynesiansk, finansieret ved underskud på statsbudgettet, og statens underskud blev dækket af Rigsbanken, som var blevet underlagt staten i 1933. Efter at Schacht blev direktør i marts 1933, forøgedes mulighederne for at lånefinanciere statens underskud, blandt andet ved stiftelsen af såkaldte Mefo-veksler, som blev indført i maj 1933. De var veksler trukket på et dækfirma (Metallurgische Forschungsgesellschaft), som angiveligt kunne diskonteres (udbetales) i bankerne og betales af staten efter fem år. Der blev til 1938 udstedt Mefo-veksler for ca. 12 milliarder Reichsmark, men da de skulle indløses, viste det sig, at de ikke kunne betales.

## Efter krigen
Schacht stod tiltalt i Nürnbergprocessen, men blev frikendt. Senere blev han tiltalt af tyske myndigheder og i 1947 fundet skyldig og idømt otte års tvangsarbejde. Hans anke førte til, at dommen blev frafaldet i 1948.
I 1953 grundlagde han banken Deutsche Außenhandelsbank Schacht und Co., som han ledede til 1963. Han var også aktiv som økonomisk rådgiver for udviklingslande. I 1965 var han blandt grundlæggerne af Aktionsgemeinschaft unabhängiger Deutscher, et parti der rummede nationalliberale, pacifistiske og økologiske holdninger, og som i 1980 gik op i Miljøpartiet De Grønne.
Schacht giftede sig i 1903 med Luise Sowa og fik to børn med hende. Parret blev skilt i 1938, da Luise bekendte sig til nationalsocialismen, mens Schacht i stigende grad kom i konflikt med Hitler. I 1940 døde Luise, og i 1941 giftede Schacht sig med den 30 år yngre Manci Vogel. De fik to døtre sammen.
Han var frimurer i logen Urania zur Unsterblichkeit. Hjalmar Schacht døde i 1970 i München som 93-årig.

## Ekstern henvisning
- Hjalmar Schacht Arkiveret 13. august 2007 hos  Wayback Machine